# Club (Ariete)
Club è un singolo della cantante italiana Ariete pubblicato il 17 dicembre 2021 come secondo estratto dall'album in studio Specchio.

## Video musicale
Il video musicale, diretto da Giulio Rosati, è stato pubblicato contestualmente all'uscita del singolo sul canale YouTube di Bomba Dischi.

## Tracce
1. Club – 2:49

## Classifiche
| Classifica (2021) | Posizione massima |
| ----------------- | ----------------- |
| Italia            | 87                |